# Guglielmo Ratcliff
(Fernanda Ojetti)
Guglielmo Ratcliff è un'opera in quattro atti composta da Pietro Mascagni su libretto di Andrea Maffei, tratto dal dramma William Ratcliff (1822) di Heinrich Heine. Al dramma di Heine si ispirarono anche le opere di César Cui (1869) e di Volkmar Andreae (1914).

## Storia
La prima rappresentazione ebbe luogo il 16 febbraio 1895 al Teatro alla Scala di Milano, e l'opera è stata poi eseguita in diverse altre occasioni, tra cui il 5 ottobre 1933 negli studi dell'Eiar di Torino (con la direzione dell'orchestra dello stesso Mascagni e con il maestro Carlo Prato nel doppio ruolo di Robin e di John), fino alle più recenti, quella in forma di concerto, del 25 novembre 2003, data alla Alice Tully Hall di New York, diretta da Alfredo Silipigni, e quella in forma scenica del 2015 al Wexford Festival Opera, con la direzione di Francesco Cilluffo e la regia di Fabio Ceresa. 
Comunque, l'opera non entrò mai nel repertorio, in parte a causa del ruolo del tenore, fra i più difficili mai scritti.
È particolarmente noto l'intermezzo del terzo atto - comunemente noto come il sogno -. Il tema di Over the Rainbow, canzone scritta da Harold Arlen con testi di E.Y. Harburg, presenta una spiccatissima somiglianza sia armonica che melodica con il tema dell'intermezzo.

## Ruoli
| Personaggio                              | Voce         | Cast prima, 16 febbraio 1895 (Direttore: Pietro Mascagni) |
| ---------------------------------------- | ------------ | --------------------------------------------------------- |
| Guglielmo Ratcliff                       | tenore       | Giovanni Battista De Negri                                |
| Maria                                    | soprano      | Adelina Stehle                                            |
| Count Douglas, promesso a Maria          | baritono     | Giuseppe Pacini                                           |
| Margherita, nutrice di Maria             | mezzosoprano | Della Rogers                                              |
| MacGregor, Lord scozzese, padre di Maria | basso        | Giuseppe De Grazia                                        |
| Lesley, amico di Ratcliff                | tenore       | Gaetano Matteo Mazzanti                                   |
| Tom, un locandiere                       | basso        | Giovanni Scarneo                                          |
| Willie, giovane figlio di Tom            | contralto    | Armida Parsi Pettinella                                   |
| Robin, un ladro                          | basso        | Raffaele Terzi                                            |
| Dick, un ladro                           | tenore       | Aristide Masiero                                          |
| Bell, un ladro                           | baritono     | G. Calvi                                                  |
| John, un ladro                           | basso        | Giuseppe Rosci                                            |
| Taddie, un ladro                         | tenore       | Giovanni Francesco Fabbri                                 |
| Un servo                                 | tenore       | A. Degani                                                 |

## Trama
L'opera è ambientata nel nord della Scozia agli inizi del XIX secolo.

### Atto I
Il Conte Douglas, fidanzato di Maria, arriva al castello dei MacGregor. Egli narra loro di come è stato attaccato da banditi nei pressi del castello, ma salvato da un cavaliere sconosciuto. Maria sviene, e poi si riprende. MacGregor parla a Douglas di Guglielmo Ratcliff, che Maria aveva respinto come pretendente. Ratcliff, per vendetta, ha deciso di sfidare a duello i seguenti due pretendenti di Maria uccidendoli entrambi. Il Conte Douglas riceve un messaggio da Ratcliff, recapitato dal suo amico Lesley, in cui lo sfida a duello a Black Rock.

### Atto II
In una locanda frequentata da ladri e truffatori, il locandiere Tom sta tenendo il figlio Willie sulle ginocchia. Quando chiede al bambino di recitare la preghiera del Padre nostro, questi inciampa più volte sul verso "E non ci indurre in tentazione". Tom diventa sempre più arrabbiato con il ragazzo e gli dice che lui finirà come la clientela della locanda, e alla fine lo manda fuori dalla stanza. Ratcliff racconta poi a Lesley, come il rifiuto di Maria lo ha portato alla determinazione di uccidere ogni uomo che è riuscito a conquistare l'amore di Maria. Ratcliff è disturbato dalla comparsa di strane figure che, a sua insaputa, sono i fantasmi dei pretendenti di Maria da lui uccisi.

### Atto III
Douglas arriva a Black Rock per il duello con Ratcliff. Le due strane figure che avevano seguito Ratcliff appaiono brevemente e poi spariscono. Quando Ratcliff giunge, Douglas capisce che è il cavaliere che lo ha salvato dai banditi, e quando sta per avere la meglio su Ratcliff, nel duello, rifiuta di ucciderlo. Ratcliff rimane a terra e gli appaiono ancora le figure spettrali.

### Atto IV
Nella sua stanza, Maria sta preparandosi alle nozze con Douglas. La sua nutrice, Margherita, racconta a Maria la storia della morte di sua madre Elisa. Prima di sposare MacGregor, Elisa era stata innamorata di Edward, il padre di Guglielmo Ratcliff, ma entrambi sposarono poi altri. Edward ed Elisa si resero conto del loro errore e divennero amanti. Quando MacGregor lo scoprì, uccise Edward, ed Elisa morì di dolore. Guglielmo Ratcliff entra nella stanza di Maria, coperto di sangue, dopo il duello con Douglas, e la implora di fuggire con lui. Con la storia di sua madre ancora sulla sua mente e il pensiero che avrebbe potuto fare lo stesso errore, Maria in un primo momento prova pietà per Guglielmo, ma poi gli chiede di andarsene. Il suo rifiuto rende Guglielmo pazzo d'ira. Uccide sia Maria che suo padre, che si precipita nella stanza dopo aver sentito la sua richiesta di aiuto. Ratcliff, a questo punto si toglie la vita. L'opera si conclude con le sue ultime parole: "O Maria, vengo a te! Son qui, Soave Maria!"